# Lancaran (nave)
Un lancaran è un tipo di nave da guerra e da commercio tipico del Sud-Est Asiatico, a propulsione mista remi-vento grazie alla presenza di alberi e vele oltre ai banchi dei rematori. Sebbene di forma molto simile alle galee mediterranee, era la spina dorsale delle flotte regionali prima dell'arrivo degli europei.

## Etimologia
Il termine lancaran deriva dalla parola malese lancar, che significa "rapido", "veloce", "non ostacolato" e "velocità senza sforzo". Così, l'etimo "lancaran" può essere interpretata come "vascello veloce" nello stesso modo in cui, nella marina occidentale, vale la metonimia tra la lancia e l'omonimo proiettile.

## Descrizione
Il lancaran è una nave veloce, a propulsione mista remo-vela, con doppio timone di quarta, uno su ciascun lato della poppa. I lancaran erano più alti delle galee ma le eguagliavano in lunghezza. Avevano uno, due o tre alberi, con vele spazzatura o vele tanja (vele rettangolari inclinate). I lancaran avevano un equipaggio compreso tra 150 e 200 uomini. Potevano essere equipaggiati con diversi cannoni di medio calibro, i lela (equivalenti al Falconetto europeo) e cannoni girevoli del tipo lantaka e cetbang. Una caratteristica distintiva del lancaran era la presenza di una piattaforma di combattimento sopraelevata, chiamata "balai", in cui di solito i guerrieri stavano in piedi ed eseguivano le operazioni di imbarco. Come cargo, il lancaran poteva trasportare 150 tonnellate di carico. I lancaran del Regno di Sunda avevano alberi unici a forma di gru, con gradini tra ciascuno in modo che fosse facile salirvi.

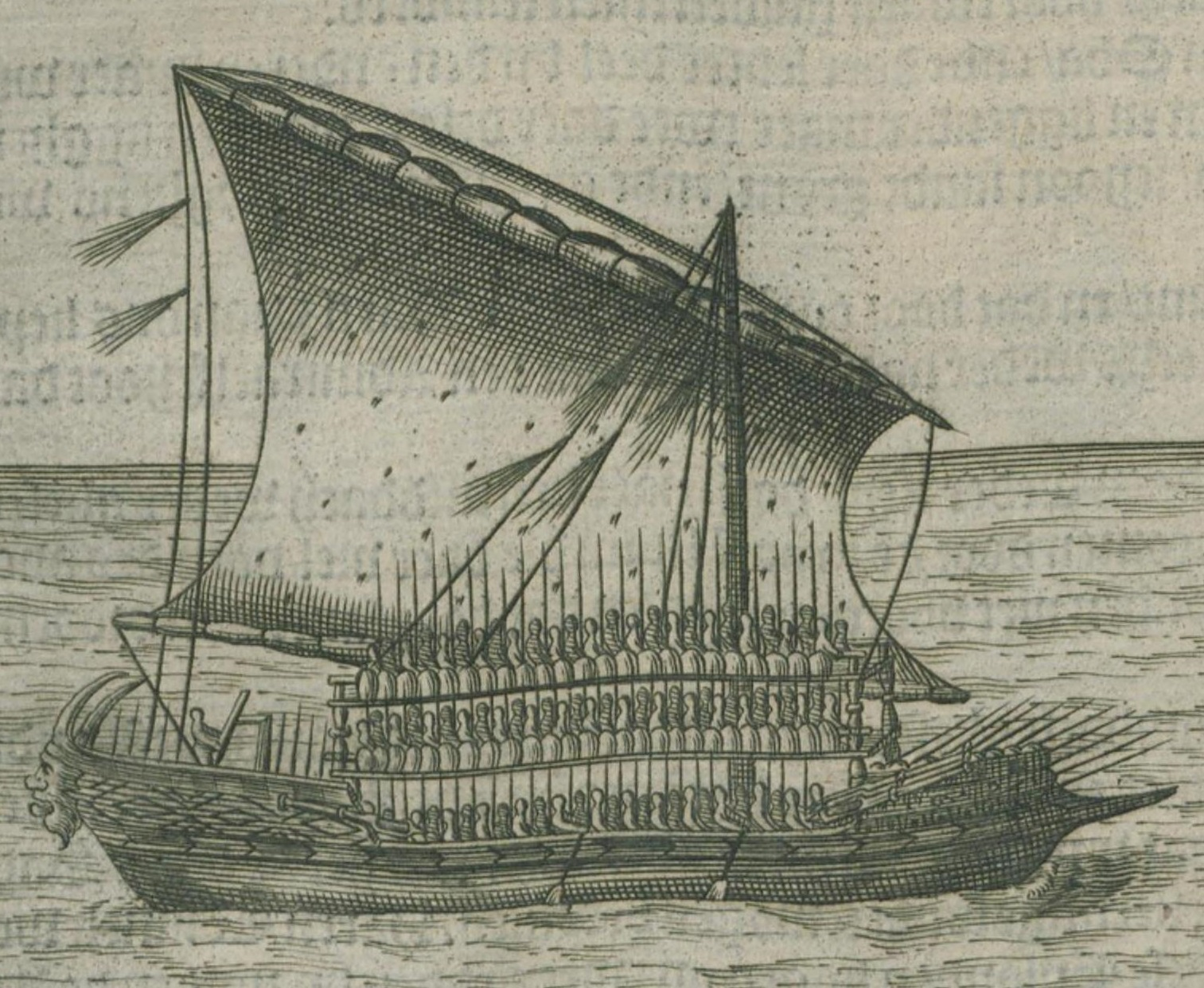
Un lancaran di Madura, c. 1601. Notare il "balai" (la piattaforma di combattimento rialzata), i tre cannoni cetbang rivolti in avanti e almeno un cetbang presso la poppa.
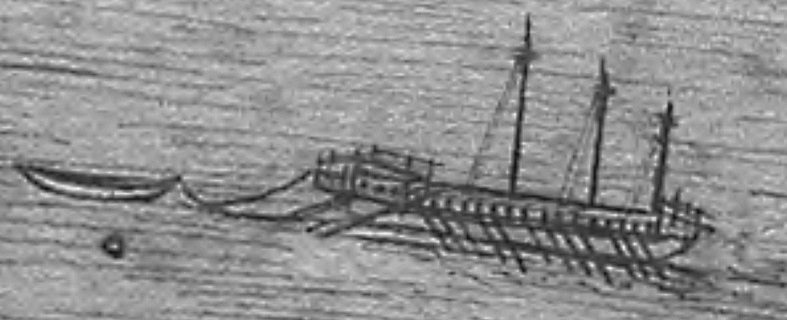
Una nave di Aceh simile a una galea che rimorchiava una barca più piccola, durante l'assedio di Malacca del 1568. La nave ha 3 alberi, doppio timone di quarta e 12 file di remi. Potrebbe pertanto essere un lancaran bertiang tiga.

## Impiego
I lancaran erano usati sia come navi da guerra sia come navi da commercio. Nel XIV-XV secolo, il Regno di Singapura e Sungai Raya disponevano ciascuno di 100 lancaran a tre alberi. Durante l'attacco del Sultanato di Demak alla Malacca portoghese del 1513, i lancaran furono usati come trasporto e mezzo da sbarco di truppe armate insieme ai penjajap e ai kelulus poiché le giunche giavanesi erano troppo grandi per avvicinarsi alla riva. Il lancaran era l'altro tipo di nave enumerata da Tomé Pires dopo la giunca ed il penjajap al suo arrivo nel porto di Malacca.
Si dice che il lancaran reale di Lingga trasportasse 200 uomini e fosse all'incirca delle dimensioni di una galeazza. Il lancaran "standard" di Pasai trasportava invece 150 uomini e era governato da un capitano giavanese. I grandi lancaran, di Giava, avevano anche equipaggio di 300 uomini. Nel 1520, i lancaran più piccoli di Bintan e Pahang erano armati con solo 1 berço (cannone girevole a retrocarica, probabilmente del tipo cetbang), ma avevano anche frecce, lance e longaroni di legno temprati al fuoco. Nel resoconto di Nicolau Pereira dell'Assedio di Malacca (1568), il lancaran viene presentato come la tipologia standard di legno nella flotta del Sultanato di Aceh, con doppia fila di remi e lunghezza pari a quella di una galea. Un'opera anonima raffigurante l'assedio del 1568 mostrava una nave con doppio timone di quarta e 3 alberi, corrisponde a un "lancaran bertiang tiga" menzionato nei testi malesi.

### Fonti
- (PT) Tomé Pires, Suma Oriental que trata do Mar Roxo até aos Chins, 1512-1515. ed. in (EN) The Suma oriental of Tomé Pires; and, the book of Francisco Rodrigues, 2 v., Londra, Hakluyt Society, 1944.
- (MS) Sejarah Melayu.

### Studi
- (EN) Reid A, Anthony Reid and the Study of the Southeast Asian Past, Institute of Southeast Asian Studies, 2012, ISBN 978-981-4311-96-0.